# Garris (Pirenéus Atlânticos)
Garris é uma comuna francesa na região administrativa da Nova Aquitânia, no departamento dos Pirenéus Atlânticos. Estende-se por uma área de 3.13 km². Em 2010 a comuna tinha 289 habitantes (densidade: 92,3 hab./km²).